# SDガンダム カプセルファイターオンライン
SDガンダム カプセルファイターオンラインとは、デフォルメされたガンダムシリーズのモビルスーツたちが戦う、Microsoft WindowsPC用のオンラインアクションシューティングゲームである。ガンダムゲーム初の無料でプレイできる課金スタイルをとっている。従来のSDガンダムの頭身は2頭身のものが多かったが、本作は3頭身になっている。

## 概要
バンダイナムコグループのプロジェクトで、BANDAI KOREAが企画を総括し、韓国のソフトマックスが開発、CJインターネットが韓国国内へのパブリッシングを担当する。モビルスーツのモデリングは、SDガンダム GGENERATIONシリーズを製作しているトムクリエイトが担当。ガンダムのゲームの中では珍しく、ガンダムシリーズを制作しているサンライズが直接出資をしている。
現在は韓国で正式サービス中である。2008年から中国、2009年から台湾でもβテストが始まっている。日本は2010年2月19日に正式日本リリースが発表され、クローズドβテスト（2010年5月20日より開始）、オープンβテスト（6月1日開始）を経て、2010年6月17日より正式サービスが開始された
。日本版運営は『CJインターネットジャパン（現・ネットマーブルジャパン）』が担当。
その後も新機体の追加やイベントなども行われたが、正式サービス開始後からあったグー・チョキ・パーの「ジャンケン属性」や機体を育成すると得られるポイントを割り振る「カスタム」システムの廃止を機にプレイヤーが徐々に減少していった。
様々な機体の追加も行われたが、機体が課金ガチャでしか手に入らなかったり、無課金プレイヤーが手に入れる機会（所謂無課金落ち）が殆どなかったためかプレイヤーの減少に歯止めがかからなかった。
その影響があったかどうか定かではないが、2015年6月12日に正式サービスを終了した。

## ゲームシステム
プレイヤーはユニット（モビルスーツ）のパイロットになり、様々なミッションや対戦をこなしていきながらユニットを集めていく。プレイヤーの階級を上げることで、訓練サーバーから初心者サーバー、上級者サーバーのようなさまざまなサーバーに入りプレイできる。サーバーによって選択できる難易度が変わる。
ミッションモードと対戦モードがあり、ミッションモードには基本的に、協力プレイの共同ミッション、一人でプレイするシングルミッションがある。対戦モードでは、さまざまなルールの対人戦をプレイできる。ミッションおよび対戦終了後にはプレイヤーに熟練度と勲功とポイント、ユニットも経験値が貯まっていく。
ユニット経験値は一定の数値まで貯まればユニットはレベルアップし、ロックされていたスキルや必殺技がアンロックされる。熟練度はアイテムを使用することでユニット経験値に変換できる。勲功は各階級に設定された数値まで貯めることで階級が上がり、他のサーバーにも入れるようになる。ポイントはショップでのさまざまなアイテムの購入に利用できる。ユニットの獲得には、課金やゲーム内ポイント（日本版のみ）などで購入した「コイン」を使うか日本版以外ではゲーム内ポイントを直接消費して「カプセルマシン」と呼ばれるガチャポンのような機械で集めていく他、「プランミックス」（設計図）と呼ばれるユニット合成によって獲得が可能。ただし、勲功をある程度ためて階級を上げなければ設計できない機体も存在する。ただし設計システムは2012年6月28日に廃止された。また、他のプレイヤーと「クラン」と呼ばれるチームを結成し、クラン戦サーバーで他のクランとの対戦も可能。

## 機体（ユニット）
ユニットにはランクが設定されており、S、A、B、Cの4段階のランクがある。さらにランクについてはノーマルの他に、レアユニットにはR(レア)、ノーマルから性能を向上したユニットはS(シークレット)、既存の機体からユーザー募集で採用された独自配色に加えて性能・スキルを若干変化されたU（ユニーク）が段階分けされている（例：AランクのレアユニットはARランク。BランクのシークレットユニットはBSランク。ユニークについてはBのユニーク、BRのユニークのいずれであってもBUランクとなる。）。基本的に性能が高いほどランクとコストも高い。また、日本版にはユニークは存在しない。
ランクとは別に各ユニットには属性が設定されており、かつてはグー・チョキ・パーの何れかの属性がユニットに割り当てられていたが、現在では同属性は撤廃され機体能力と武装構成を反映した近距離・中距離・遠距離属性が設定されているに留まり、それぞれに優劣は存在しない。
全ての機体は経験値を得ることでレベルアップを果たし、それによって開放されるカスタムパーツと呼ばれる機体特性を変化させるパーツを取り付けることでカスタマイズすることが出来る。
カスタムパーツは攻撃型・機動型・防御型・バランス型に分類されており、プレイヤーはこの類型を一つ選び、そこに含まれるカスタムパーツを装備することになる。類型を超えたカスタムパーツの装備は出来ず、これによって機体は攻撃型・機動型・防御型・バランス型に分類されることになる。
これらの類型間には優劣が存在し、それぞれの機体がそれぞれの他機体から受ける被ダメージ量に対して有利な補正が働くようになる。またバランス型と全くカスタムパーツを装備していない機体には補正が働かない。
この他ミッション報酬やポイント交換等によって得られるペイントやステッカーと呼ばれるアイテムにより、ユニットの配色を変更したり特定箇所にステッカーを貼り付ける等のカスタマイズを行える。
これにより個性的な配色やステッカーを持つオリジナルのユニットを作り上げる事が可能である。(極一部の機体のみペイント・ステッカー不可のユニットも存在する)

## 戦闘パート
戦闘時はTPSの感覚でユニットを操作していく。武装は1モードにつき最大5つ持っており、射撃や格闘といった攻撃を使い分けながら戦っていく。
4つ目の武装である必殺技は、SPケージを貯めるこ機動戦士ガンダム 連邦vs.ジオン」に登場したMA、ビグ・ザムが嘔吐のように極太ビームを発射することが由来。）があり格闘コンボに組み込んだり自分が攻撃を受けているときにも発動が可能なためカウンター的な使い方をすることもできる。
5つ目の武装では、自分が装備したバトルアイテムを使用できる。
ゲームの基本ルールは、2チームに分かれて敵を倒し、倒した敵のコストの合計で勝敗が決まる「一般対戦」と、2チームに分かれてコストを0にさせたチームが勝ちとなる「デスマッチ」に、2チームに分かれて、戦艦に搭載した自分のユニットを交代させながらデスマッチを行う「タッグマッチ」、敵チームのもち点を削りあう「グリッド戦」、一般対戦が基本になった、隊長が撃墜した敵と隊長のコストが5倍になり、隊長機が強化される「隊長戦」がある。また、トレーニングではNPC（ノンプレイヤーキャラクターの略）相手に練習することも可能。さらに2012年9月20日に一般対戦においてプレイヤーと同数のAIユニットと対戦できるようになる
不要なユニットは廃棄することも可能、他国では廃棄したユニットのランクに関わらず一律にわずかなポイントがもらえ、日本版では廃棄したユニットのランクごとに異なるマイルが入手できる。

## カプセルマシン
日本版以外ではゲーム内ポイントや主に課金で入手できるコインを使ってカプセルマシンを回し抽選でユニットを入手できる、マシンごとに入手できるユニットはあらかじめわかるようになっているがレアユニットのみ黒塗りのシルエットで表示され名前も隠されている。
カプセルマシンで入手できるユニットのカスタム数はCランクが2〜4、Bランクが2〜3、Aランクが2固定となっている。
日本版以外ではほぼすべての国が同じ中身のカプセルマシンを実装している（マシンの実装順番が異なる国もあるが中身のパターンは他国と同じ）。ただしカプセルマシンを回すために消費するゲーム内ポイントは国によって異なる場合がある。
日本版のみカプセルマシンシステムは独自のものとなっておりポイントを直接消費して回せず、ショップでゲーム内ポイントか課金ポイントでコインを買わないと回せないようになっている。中身のパターンも独自のものとなっており他国ではBSランクでないにもかかわらず基本的に設計でしか入手できなかったディジェや指揮官用ザクII・イベントなどのみで入手できたアッシマーなどが景品候補として入っているマシンもある。また、日本版のみカプセルマシンは不定期に削除されることもあり、さらにコインの購入費用を考えると全体的に見てマシンを回すためのゲーム内ポイント消費量は他国と比べて高めに設定されている。
その他、各国で期間限定のカプセルマシンが存在する。韓国版ではBR・ARユニットのみで構成されたレアユニットカプセルマシンや普通のカプセルマシンや設計で入手できないユニットが大半を占めるイベントカプセルマシンなどが実装されることもある。台湾版ではスーパーカプセルマシンと呼ばれるカプセルマシンがあり、大当たりは台湾で設計図未実装のSランクユニットとなっている（稀に台湾で設計図・カプセルマシン共に未実装のAランクユニットが大当たりとなっているマシンがある）。
その他にもさまざまなユニットが入手できるが、3,200ポイントで回せるマシンにはステッカー・ペイントなどの極端なハズレも多い（課金でしか入手できないステッカーも含まれているが）。しかし7,500ポイントや14,800ポイントなどのより高額なマシンは必ずユニットが入手できるようになっている。
一度に同時に置かれるスーパーカプセルマシンは最大2台（ポイント・コインの消費の違いを含めず）で毎月の大型アップデートごとに入れ替わるようになっている。
香港版にもほぼ同様の期間限定カプセルマシンが実装されている。
日本ではアイテムカプセルマシンと呼ばれるカプセルマシンがあり、やはり大当たりはレアなユニットでハズレは他のユニットやバトルアイテムなどになっている。
こちらも中身は定期的に入れ替わるようになっている。

## カスタムカプセルマシン
韓国版ではカスタムカプセルマシンと呼ばれるプレイヤーがある程度中身を選べるカプセルマシンが実装されている。
最新カプセルマシンで実装された最新ユニットとガンダムデスサイズやTV版デスサイズヘルなどのようにBランクのみ・Aランクのみ構成されたカプセルマシンで入手できるユニット以外の通常カプセルマシンで入手できるすべてのユニットとカスタムカプセルマシン限定ユニットを中身に選ぶことができる。
SRランクのユニットはこのカスタムカプセルマシン限定で入手できるが入手期間が限定されていて期間が過ぎると新しいSRランクユニットに更新されるようになっている。
マシン構成ルールとして6つの枠のうち3機はCランクユニットで構成しなければならず、同じユニットを重複して選ぶことはできない。
回すのに必要なポイントは基本的に2,000ポイントで、レア系ユニットを1機枠に入れるたびにさらに必要ポイントが200ポイント値上がりする。
特殊アイテムの「カプセルマシンスロット拡張権」を使えばさらに最大2機のユニットを追加可能になる、また追加枠にレアユニットを追加しても値上がりはしないうえに同じユニットの重複も可能で重複させればそれだけそのユニットの入手確率を上げることができる。

## ユニット設計
各設計図とそれに記されたベースユニットと素材ユニット全てを集めることで新たなユニットを作成することができる。
設計図と素材ユニットは設計完了するとなくなってしまい（ベースユニットは残る）、またレンタルユニットや似ていても武装・細かなランクの違いのあるユニットを素材の代用にすることはできない（例として「CランクグーのザクII」の代わりに「CUランクグーのザクII」や「CRランクパーのザクII」は代用不可）。しかしながら、2012年9月現在、設計システムは破棄されている。

## クエスト
メニューにあるクエストを受けた状態で指定された条件をクリアしたあと再度メニューでクエストを完了させることでポイントやアイテム・ペイント・ステッカー・オペレーター・ユニット・日本版のみコインなどを入手できる。序盤で受けることが可能なクエストをこなすことで最大Sランクの機体と相当量のポイントあるいはコインを得ることが可能なシステムとなっている。
またクエストは一回限りのものと1日ごとに更新し再度報酬を受けることが可能になるものに分類される。

## マイル
日本版独自の制度で公式SNSにログイン・公式SNSの記事に書き込み・ゲーム内で不要なユニットの解体などをすることでマイルポイントがたまり、マイルポイントを使用することでゲーム内ポイントや・ランダムでユニットなどが入手できるマイレージボックス・ペイントアイテムなどと交換ができるようになっている。
マイレージボックスは6種類あり開けるためにはゲーム内ショップで対応した鍵を買わなければならない。また、マイレージボックスから出るユニットは日本版カプセルマシンに含まれていないユニットやB・Aランクのカスタム数4のユニットあるいはSランクの機体なども含まれている。これらは数ヶ月ごとに中身が更新される。
また期間限定のマイレージボックスが交換可能になる場合もある。

## 課金形態
課金形態は基本プレイ無料の、アイテム課金制をとっているが、課金対象はモビルスーツの人気カラーのペイント・ステッカーやモビルスーツの期間レンタル、ユニットや設計図の直接購入（日本版以外・Sランクのみ）、オペレーターの購入などになっている。
日本版ではコイン、オペレーター、保管MSを拡張するインベントリ、あるいは強力な機体を入手できるレアカプセルハンマーの購入が行える。
また、課金ポイントをコインに変換してWebガシャポンをプレイすることが可能であり、月1回程度の割合で更新される強力なSS機体やその他ランクの機体などが抽選で入手可能になっている通常のものの他、各ランクそれぞれ用意された中から機体を自由に選択し抽選枠を構成することが出来るカスタムWebガシャポン天が利用できる。

## 戦闘バランス
対人戦では、ガンダムVS.シリーズ同様ランクが高いユニットがあれば勝てるわけではない。
例えば対戦システム上Sランクの機体はひとたび撃墜されると自軍に対し大きなデメリットを与えるのに対し、Cランクのものは1回辺りの被撃墜によるデメリットは少ない。
しかしながらSランクは非常に強力な能力を持つのに対し、Cランクは限定的な能力を持つにすぎない。これらの要素を勘案することが自軍の勝利に繋がる。
属性別相性撤廃以降、少なくとも同ランク間における機体の有利不利関係は存在しないため、純粋に機体の能力、カスタマイズ、そしてプレイヤー自身の判断能力、操作能力が問われるゲームバランスとなっている。
共同ミッションでは低ランクのミッションならどのユニットを使ってもクリアできることが多いが難易度が上がるにつれクリアできるユニットを選ぶようになって行き（ノーマルの時点でC・Bランクユニットの大半はクリアが難しい）、難易度Exに至ってはごく一部の機体を使いさらに一部のアイテムがないとクリアするのが困難になるほど難易度が高くなっていく。
原作ストーリーを再現した原作ミッションは特殊でどの難易度でも一度撃墜されたら二度と復活できないのでより出撃
ユニットが絞られる傾向にある。
さらに一部クエストにあるノルマを達成しようとすると難易度はより上がる傾向になる。

## 登場作品
登場する作品は、現在36作品。シリーズ中の主人公機体が先にリリースされ、ライバル機体やサブキャラ機体はあとでリリースされる傾向が強い。今後も作品が追加される。
- 機動戦士ガンダム(MSV、ハーモニー・オブ・ガンダムを含む)
- 機動戦士ガンダム 第08MS小隊
- 機動戦士ガンダム MS IGLOO
- 機動戦士ガンダム外伝 THE BLUE DESTINY
- 機動戦士ガンダム外伝 宇宙、閃光の果てに…
- 機動戦士ガンダム0080 ポケットの中の戦争
- 機動戦士ガンダム戦記 BATTLEFIELD RECORD U.C.0081
- 機動戦士ガンダム0083 STARDUST MEMORY
- 機動戦士Ζガンダム(Z-MSV、グリーンダイバーズを含む)
- ガンダム・センチネル
- 機動戦士ガンダムΖΖ
- 機動戦士ガンダム 逆襲のシャア(CCA-MSV、ベルトーチカ・チルドレンを含む)
- 機動戦士ガンダムUC(UC-MSVを含む)
- 機動戦士ガンダム 閃光のハサウェイ
- 機動戦士ガンダムF91(F91-MSVを含む)
- 機動戦士クロスボーン・ガンダム(スカルハート、鋼鉄の7人を含む)
- 機動戦士Vガンダム
- 機動武闘伝Gガンダム
- 新機動戦記ガンダムW
- 新機動戦記ガンダムW Endless Waltz
- 新機動戦記ガンダムW Endless Waltz 敗者たちの栄光
- 機動新世紀ガンダムX
- ∀ガンダム
- 機動戦士ガンダムSEED
- 機動戦士ガンダムSEED ASTRAY
- 機動戦士ガンダムSEED X ASTRAY
- 機動戦士ガンダムSEED DESTINY
- 機動戦士ガンダムSEED DESTINY ASTRAY
- 機動戦士ガンダムSEED VS ASTRAY
- 機動戦士ガンダムSEED FRAME ASTRAYS
- 機動戦士ガンダムSEED C.E.73 Δ ASTRAY
- 機動戦士ガンダムSEED C.E.73 STARGAZER
- 機動戦士ガンダム00
- 機動戦士ガンダム00外伝
- 劇場版 機動戦士ガンダム00 -A wakening of the Trailblazer-
- 機動戦士ガンダムAGE
- ガンダムビルドファイターズ
- 模型戦士ガンプラビルダーズ ビギニングG
- BB戦士三国伝
- 機動戦士ガンダム ギレンの野望

## オペレーター
オペレーターは、ゲーム内でプレイヤーをサポートしてくれる存在であり、メッセージや音声で状況を伝えてくれるほか、基本オペレーター以外は、それぞれゲームを進めるうえで役に立つ特別な能力（効果）を持っている。
基本オペレーター以外は、ゲーム内ポイントか課金ポイントを使って雇う必要がある。一部のオペレーターはwebガシャポンの賞品になっている。
オペレーターの名前は雇い入れたときに自由に変更可能だが、その後の変更は不可能となっている。
オペレーターの声優は日本版の物。
- 基本オペレーター 土田晃之
- TYPE A/H 中村繪里子
- TYPE B/G 喜多村英梨
- TYPE C 藤田咲
- TYPE D 浅川悠
- TYPE E 阿部敦
- TYPE F ささきのぞみ
- ゴールデンタイムI  今井麻美
- ゴールデンタイムII  岡本信彦
- TYPE L 伊藤かな恵